# Donacia aequidorsis
Donacia aequidorsis là một loài bọ cánh cứng trong họ Chrysomelidae. Loài này được Jacobson miêu tả khoa học năm 1894.